# Prostitució a l'antiga Grècia

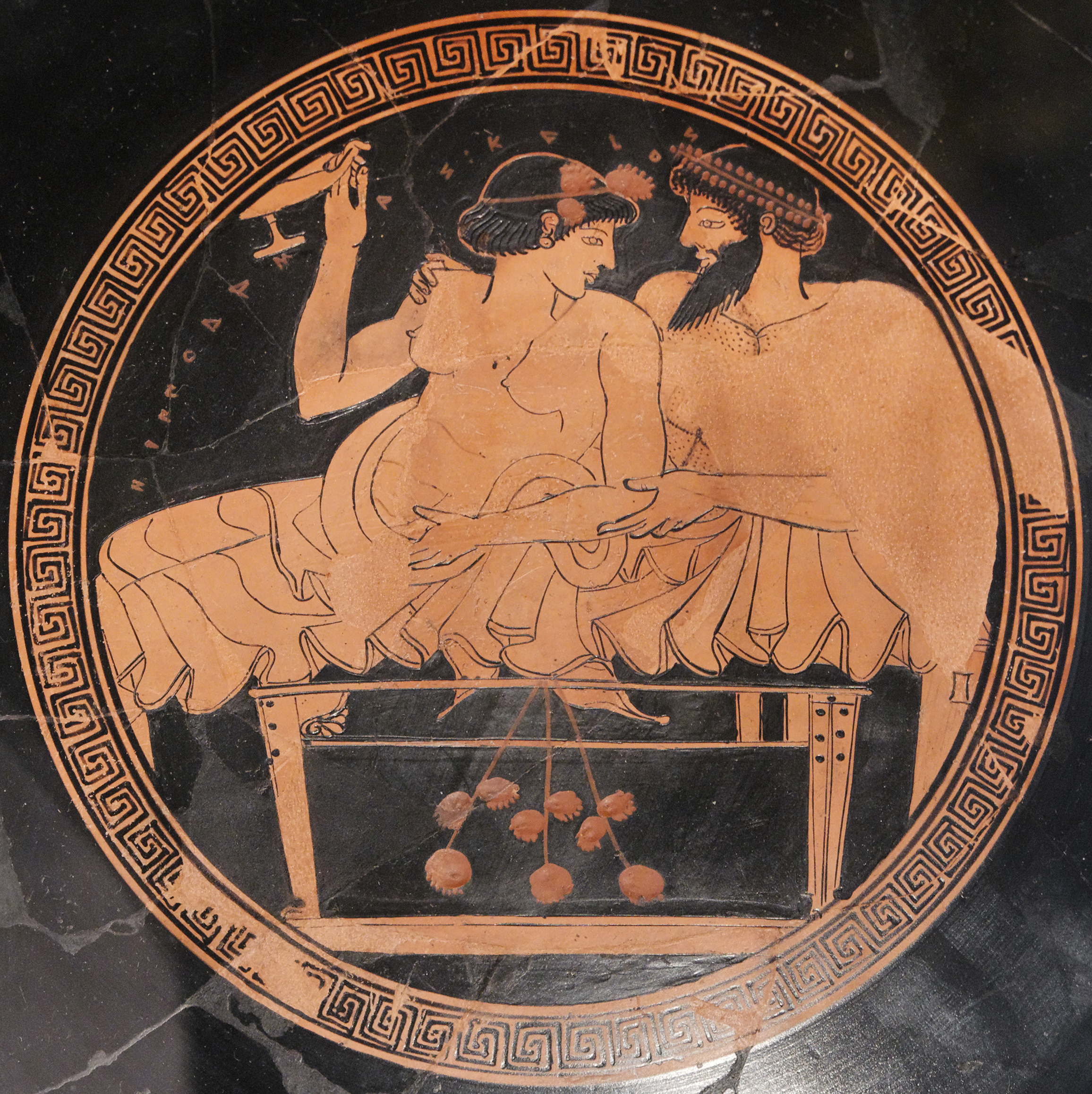
Prostituta grega i el seu client, aprox. 430 aC

La prostitució va ser un component de la vida quotidiana dels antics grecs des de l'època arcaica. En les principals ciutats gregues, i en particular en els ports, emprava una proporció significativa de la població i representaven una activitat econòmica important. Estava lluny de ser clandestina; les ciutats no la prohibien i existien bordells a plena llum del dia que operaven sense cap restricció.
Un dels eixos al voltant dels quals es va desenvolupar la societat de l'antiga Grècia va ser el de «ciutadà» (un membre de la ciutat), com els únics beneficiaris dels drets i de les llibertats civils. Només es convertien en ciutadans en nens nascuts dins del matrimoni entre un ciutadà i una dona lliure, filla d'un ciutadà. Això requeria una regulació i un control estricte de la societat sobre les relacions entre homes i dones. Els antics grecs es van veure obligats a abandonar la poligàmia i adoptar un model social estrictament monògam. Es van regular els aspectes jurídics sobre l'adulteri, el matrimoni i els drets dels infants nascuts dins del matrimoni. Per habilitar les necessitats fisiològiques dels ciutadans sense afectar el funcionament de la comunitat, les ciutats gregues van tolerar l'aparició i existència de la prostitució com a fenomen social, però de forma marginal, pel bon funcionament de la vida urbana.
En Atenes, s'atribueix al mateix legislador llegendari Soló la creació de bordells estatals (dicterion) per a moderar els preus. Malgrat que la prostitució afectava de manera desigual als dos sexes, les dones de totes les edats i homes joves es prostituïen per a una clientela principalment masculina.

## Consideracions generals sobre la qüestió de la sexualitat en l'Antiga Grècia
Per a entendre els conceptes sobre la vida sexual dels antics grecs s'ha de considerar que l'esperit i la pràctica de les normes socials a Grècia en aquest període eren molt diferent de l'actual: els antics grecs no feien una clara distinció entre la conducta heterosexual i homosexual, i en qualsevol cas no en el sentit actual. A diferència d'avui, ells practicaven «una bisexualitat sense implicacions d'identitat». Per a ells hi havia dos tipus de desitjos: un heterosexual i un homosexual. L'única atracció és «la bellesa d'una persona, sense distinció de sexe».

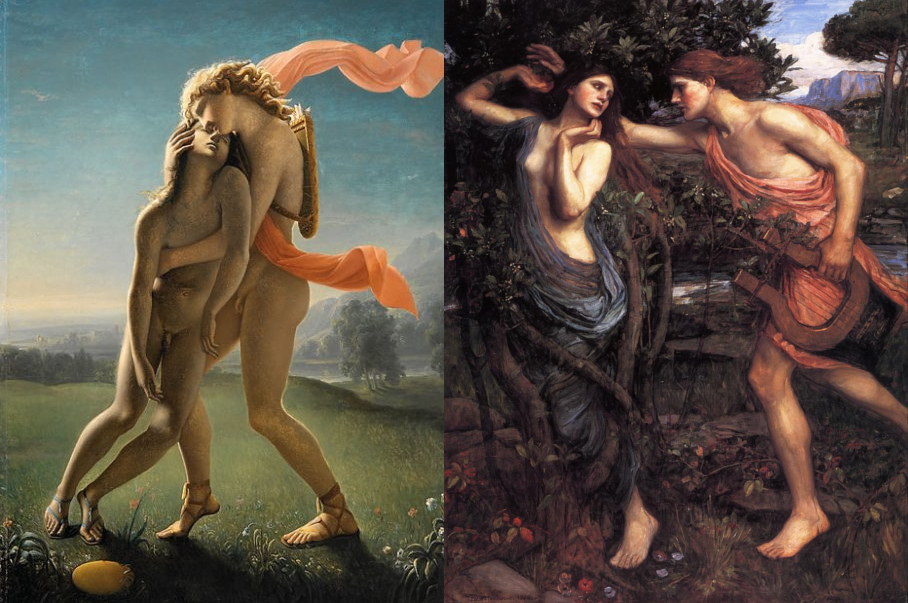
Apol·lo de dues maneres: La mort de Jacint (homosexualitat) i Apol·lo i Dafne (heterosexualitat)

Els grecs no interpretaven la relació entre dues persones per la seva naturalesa, sinó a través de les relacions sexuals de dominació; un home que posseïa era considerat superior al temps que la persona posseïda (sense tenir en compte el gènere) sempre era percebut com un inferior. En la societat grega antiga, que era fortament misògina, una relació heterosexual no presentava cap problema, ja que confirmava que l'home era superior a la dona. Es pot estimar que la situació de les dones casades era menys envejable, ja que van ser obligades a sotmetre's a la voluntat dels seus marits i de romandre'ls fidels mentre que els seus marits estaven lliures de participar en els assumptes extramatrimonials, sobretot amb joves. De manera anàloga, un home que posseïa a un adolescent només expressava la seva posició de superioritat econòmica, social o política.
L'homosexualitat, en el sentit modern, no era acceptada per la societat grega; estimar als homes no era desviar-se de l'amor de les dones. La norma social instava a tots els ciutadans a casar-se i tenir fills. L'antiga societat grega era profundament homòfoba i menys tolerant que l'actual: els efeminats o «corredors darrere dels nois» eren ridiculitzats, menyspreats i es burlaven d'ells.
Aquestes coses es reflecteixen en les normes legals i morals que regeixen la societat grega antiga. En Atenes, una única esposa legítima podia donar a llum als nens que més tard es convertirien en ciutadans. Garantir la preservació de la castedat i evitar romanços fora d'aquest grup de dones era una preocupació important, no només per les seves famílies, sinó per a la societat en el seu conjunt. Per tant, seduir una dona casada era un delicte molt greu, ja que això podria induir a dubtes sobre la qualitat de futurs ciutadans dels descendents d'aquestes dones.
Tot i la prohibició oficial, era moralment acceptable que un home tingués relacions sexuals amb concubines (en grec antic: παλλακή / pallakế), prostitutes, esclaves o residents estrangeres perquè eren gairebé inexistents els matrimonis per amor, ja que solien ser de fet un contracte entre dues famílies. Per tant, els homes buscaven els plaers sexuals fora de casa mentre que les esposes es van veure obligades a la fidelitat absoluta.

## La prostitució femenina

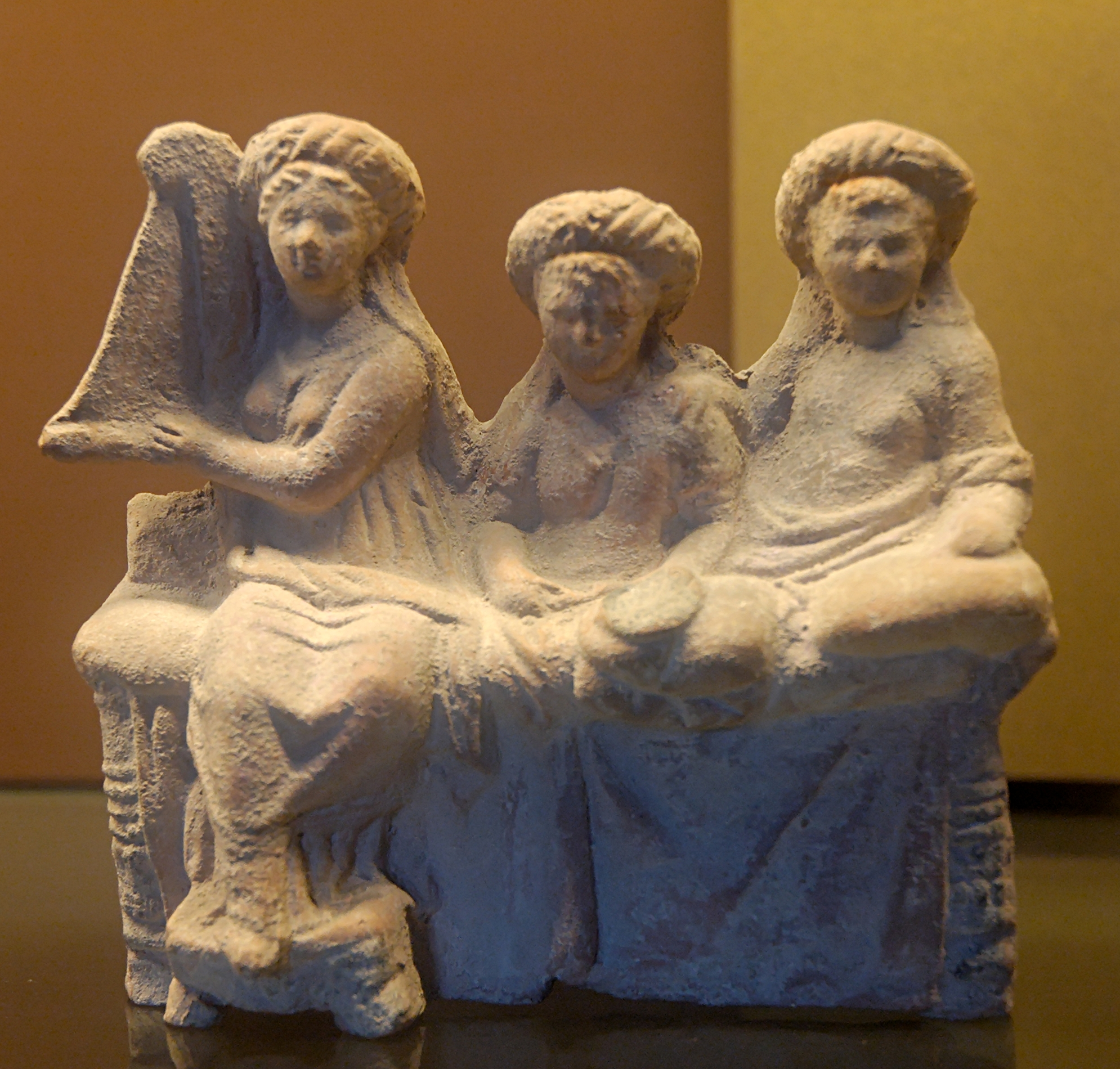
Dues comensals i una hetaira assegudes en un clini. Figuretes de terracota gregues de Mirina de voltant del 25 aC. Museu del Louvre

Pseudo-Demòstenes va proclamar al segle iv aC davant els ciutadans reunits en un tribunal:
| «                                         | Tenim prostitutes per al plaer, concubines per a proporcionar-nos les atencions diàries, esposes perquè ens donin els fills legítims i ser fidels guardianes de la nostra llar. | » |
| — Pseudo-Demòstenes, Contra Neaira (122). | |   |

Si la realitat era probablement menys caricaturesca, el fet és que els grecs no tenien els escrúpols morals actuals a l'hora de recórrer a les prostitutes. Al mateix temps, les lleis castigaven molt severament les relacions fora del matrimoni amb una dona lliure; en el cas d'adulteri, el banyut tenia el dret de matar el delinqüent sorprès, així com en la violació. L'edat mitjana del matrimoni era de 30 anys per als homes; el jove grec si volia tenir relacions heterosexuals no tenia altra opció que tenir-les amb les seves esclaves o amb les prostitutes.

L'existència de la prostitució femenina per a les dones no està ben documentada. Aristòfanes, en El convit de Plató (191e 2-5), esmenta les ἑταιρίστριαι / hetairístriai en el seu famós mite sobre l'amor. Per a ell, 
| « | les dones de les porcions de les dones primitives tenen poc gust pels homes; prefereixen les dones, i és d'allà d'on venen les hetairístriai. | » |

Alguns han especulat que aquestes prostitutes s'adreçaven cap a una clientela lesbiana. Llucià de Samòsata explica aquesta pràctica en les seves Converses de meuques (V), però és possible que és simplement sigui una referència al passatge de Plató.

### Tipus de prostitutes
Les prostitutes gregues pertanyien a diferents categories, depenent de diversos factors relacionats amb el seu treball: les pornai, les prostitutes independents i les heteres; a més, existia una categoria específica en els temples sagrats, la de les prostitutes sagrades, que s'abastia habitualment d'hetaires.

#### Lespornai
En la part inferior de l'escala estaven les pornai (del grec antic: πόρναι pórnai, singular πόρνη pórne), que com suggereix l'etimologia la paraula ve de pernemi (del grec antic: πέρνημι / pernemi, «venuda»). En general eren esclaves propietat dels pornoboskós (del grec antic: πορνοβοσκός / pornoboskós, «pastor» o «proxeneta»), literalment «el pastor de les prostitutes», que pagaven un impost sobre els ingressos que generaven. El propietari podia ser un ciutadà, per al qual era una font d'ingressos com qualsevol altra. Un orador del segle iv aC va figurar a dos proxenetes en l'estat de la seva fortuna. Teofrast cita el proxeneta al costat de l'hostaler i del recaptador d'impostos en una llista de professions comunes, encara que poc honorables. El propietari també podia ser un o una metec.

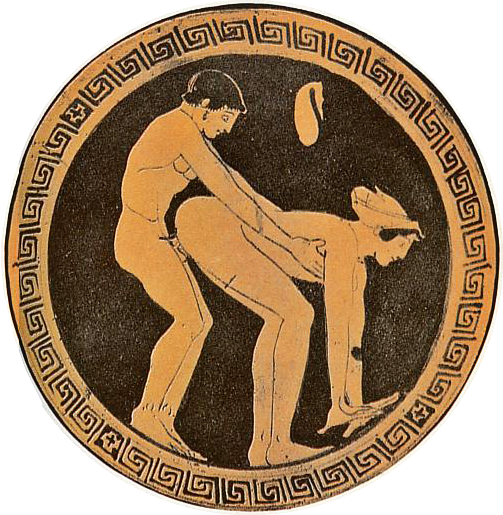
Una prostituta amb el seu client amb una bossa de diners penjada en la paret. Il·lustració en un cílix grec

En l'època clàssica, les dones eren esclaves d'origen estranger. A partir del període hel·lenístic s'afegeixen els casos de nenes exposades pel seu pare ciutadà, considerades esclaves fins que es demostrés el contrari. El cas sembla comú, ja que Climent d'Alexandria, al segle ii, adverteix a aquells que freqüenten prostitutes contra el perill d'incest:
| «                                            | Quants pares, havent-se oblidat dels nens que havien abandonat, han tingut, sense saber-ho, relacions sexuals amb el seu fill que es prostitueix o amb la seva filla que s'ha convertit en prostituta... | » |
| — Climent d'Alexandria, Pedagogues (III, 3). | |   |

Aquestes prostitutes treballaven en bordells, generalment als barris coneguts per aquesta activitat, com El Pireu (el port d'Atenes) o el Ceràmic en Atenes. Aquest bordells són freqüentats pels mariners i els ciutadans pobres. En aquesta categoria també pertanyen les prostitutes dels bordells de l'estat d'Atenes, coneguts amb el nom de dicterion. Segons Ateneu de Nàucratis, citant al poeta còmic Filemó el Vell i a l'historiador Nicandre de Claros, va ser Soló que:
| « | ansiós per a calmar l'ardor dels joves […] va prendre la iniciativa d'obrir bordells i instal·lar les dones joves que va comprar. | » |

Aquests bordells estatals eren propietat dels ciutadans rics, i estaven administrats pels pornobosceions i supervisats per les autoritats. Gaudien del privilegi d'inviolabilitat i es van establir per primera vegada en els ports per a una clientela marinera. Les prostitutes que hi treballaven són anomenades dictériades. Un dels personatges d'Els germans s'exclama:
| «                                               | Tu, Soló, que ha fet una llei d'utilitat pública, perquè has sigut tu, el primer, dic, comprenc la necessitat d'aquesta institució democràtica i benefactora, Zeus és el meu testimoni! És important el que dic. La nostra ciutat bullia dels nens pobres que la natura a limitat severament, de manera que deambulaven per camins adversos. Per ells, tu els has comprat i després has instal·lat en diversos llocs a les dones, ben preparades i llestes per al seu ús. […] Preu: un òbol i deixa't portar! Sense luxes! Les tindràs pels teus diners, com vulguis i de la manera que vulguis. Ves-hi. Pots anar a buscar en una altra part, però això no és res per a tu. | » |
| — Ateneu de Nàucratis, El banquet dels erudits. | |   |

Com destaca el personatge, els bordells estatals fan que la satisfacció sexual sigui accessible per a tothom, i, per tant, independent dels ingressos personals. En la mateixa línia, Soló va erigir gràcies a l'impost imposat als bordells (pornikotelos) un temple a Afrodita Pandemos (literalment, «Afrodita de tot el poble»).
Tot i que la veracitat històrica d'aquestes històries és qüestionable, sembla clar que els atenesos consideraven la prostitució com un component de la democràcia.
Quant als preus, hi ha moltes al·lusions al preu d'un òbol per les prostitutes més barates, probablement per a les prestacions més simples. És difícil saber si es tracta d'una quantitat proverbial que significava «barat» o al preu real.

#### Les prostitutes independents

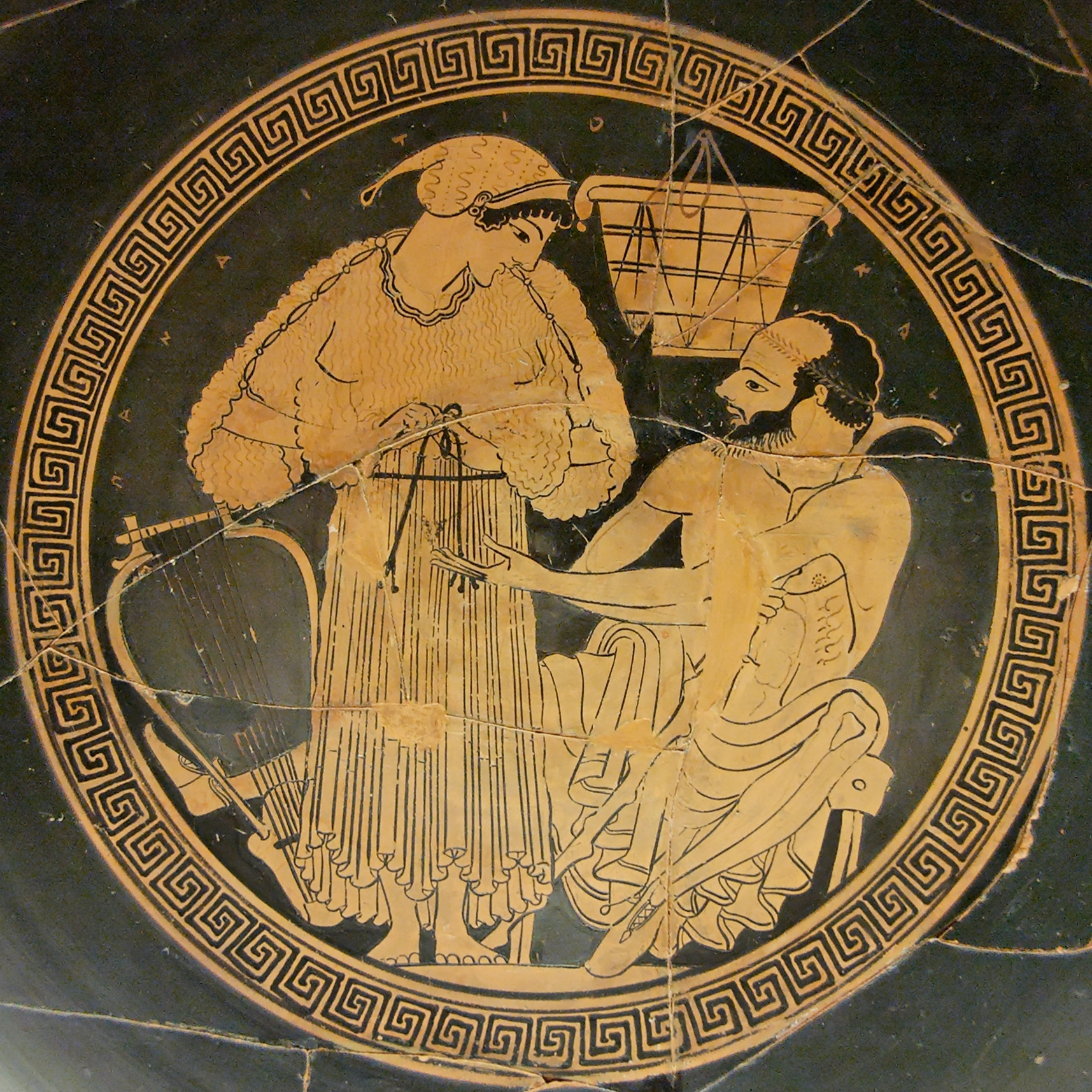
Una prostituta posant-se el seu himatió davant del seu client. La lira mostra que és una músic cridada per a un banquet. Tondo d'un cílix àtic de figures vermelles. Eufroni v. 490 aC, Museu Britànic

Un grau per sobre les pornai es troben les prostitutes independents, que eren antigues esclaves que van guanyar la seva llibertat. El seu estatus és proper al de les hetaires.
Aquestes prostitutes treballaven al carrer, i per a mostrar els seus encants als clients potencials recorrien a trucs publicitaris; per exemple, s'han trobat sandàlies amb el dibuix de les soles dissenyades per a deixar marcada a terra la paraula ΑΚΟΛΟΥΘΙ / AKOLOUTHI (Segueix-me!). També feien servir maquillatge, aparentment de forma poc discreta; Eubule de Cèttia, autor de comèdia mitjana es burlava així d'aquestes prostitutes: 
| «                                               | i empastifades de blanc amb blanc de plom i […] untades les galtes amb suc de móra. | » |
| — Eubule de Cèttia, Els comerciants de corones. |                                                                                     |   |

Les prostitutes independents provenien de diferents orígens, com dones estrangeres que no trobaven cap altra feina en la ciutat d'arribada, vídues pobres, pornai velles alliberades (sovint pagant).

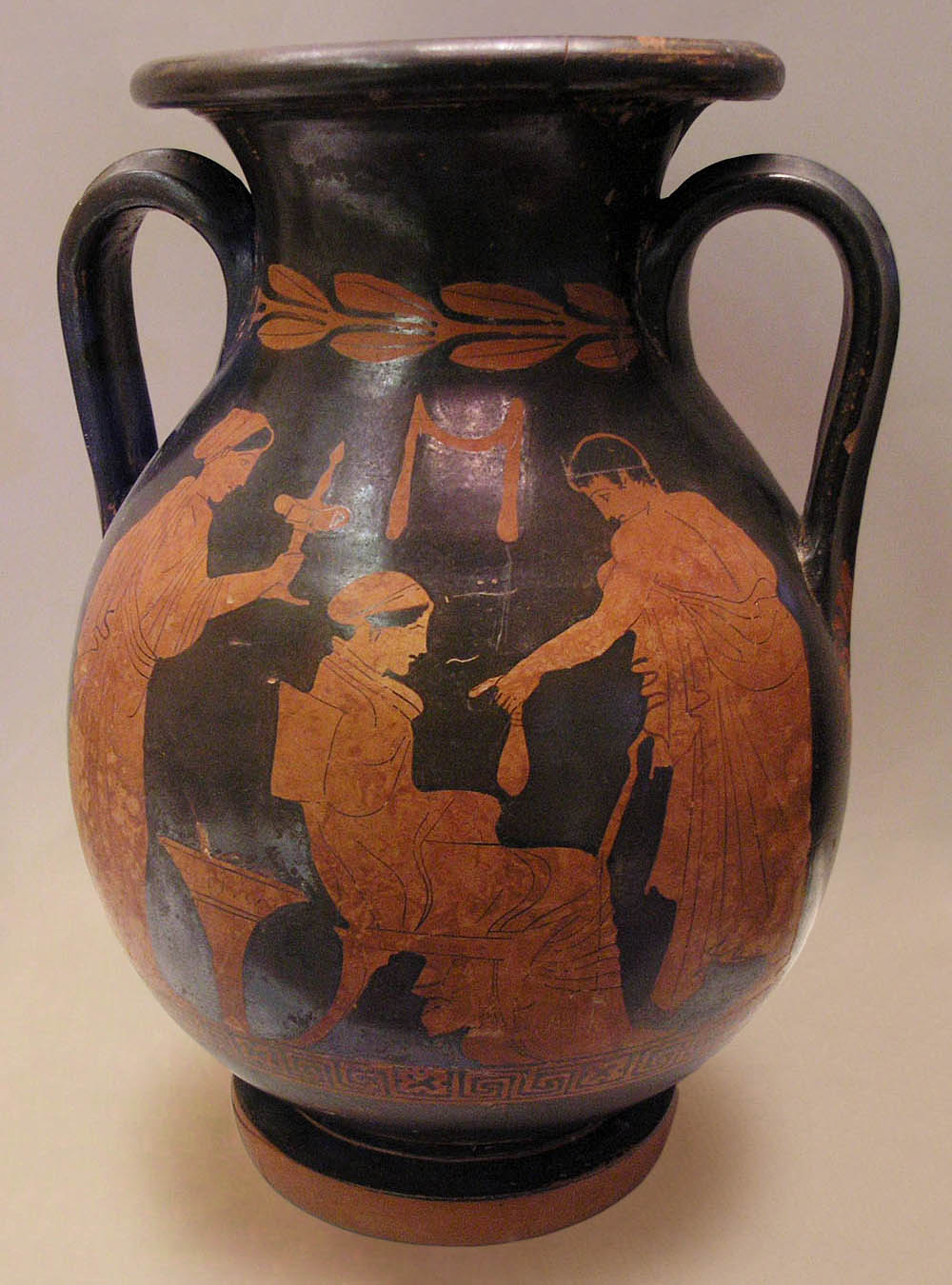
Prostituta i el seu client. Pelike àtic de figures vermelles. Polignot v. 430 aC. Museu Arqueològic Nacional d'Atenes

En Atenes, havien d'estar registrades i pagar un impost. Algunes d'elles van poder fer una fortuna en el seu ofici. En el segle i, en Coptos (Egipte), els imposts de les prostitutes van ascendir a 108 dracmes, contra els 20 dracmes per a les altres dones.
Les seves tarifes són difícils d'avaluar i semblen variar àmpliament. En el segle iv aC, Teopomp de Quios indica que les prostitutes de segona categoria exigeixen una estatera (dues dracmes) i, al segle i aC, el filòsof epicuri Filòdem de Gàdara esmenta un sistema de subscripció de fins a cinc dracmes per a dotze visites. En el segle ii aC, en les Converses de meuques de Llucià de Samosata, la prostituta Ampèlida exigia 5 dracmes per visita, un preu mediocre. En el mateix text, una noia jove demanava una mina (100 dracmes) o dues mines si el client era desagradable. Una bella jove prostituta podia imposar millors preus que una col·lega en declivi, tot i que la iconografia de les ceràmiques mostra que hi havia un mercat específic per a les dones d'edat. També depenia de si el client tenia la intenció d'assegurar-se l'exclusivitat de la prostituta o no per mitjà d'arranjaments; un grup d'amics comprava l'exclusivitat de la prostituta i cadascú d'ells tenia dret a una part del temps. Probablement en aquesta categoria estaven els músics i ballarins que oficiaven en els banquets masculins.
Aristòtil, esmenta que entre els poders de deu jutges (cinc intra muros i cinc per El Pireu) estava l' ἀστυνόμοι / astynómoi, la responsabilitat d'assegurar de «que les músics de flauta, de lira i de cítara no es lloguessin per més de dos dracmes per actuació». Els serveis sexuals podien estar inclosos en preu del contracte de l'actuació que, tot i el control practicat per l'astynomoi, va augmentar cada vegada més al llarg del temps. Les ballarines, acròbates i músics contractats podien arrodonir la nit; Teofrast mostra en els seus Caràcters «el propietari d'un esclau que va contractar noies, músics i ballarines que podien proporcionar tots els plaers dels hostes».

#### Leshetaires
Les hetaires constituïen la categoria més alta entre les prostitutes. No s'acontentaven amb oferir només serveis sexuals i les seves prestacions no eren puntuals; literalment, ἑταίρα / hetaira significa «companyia».

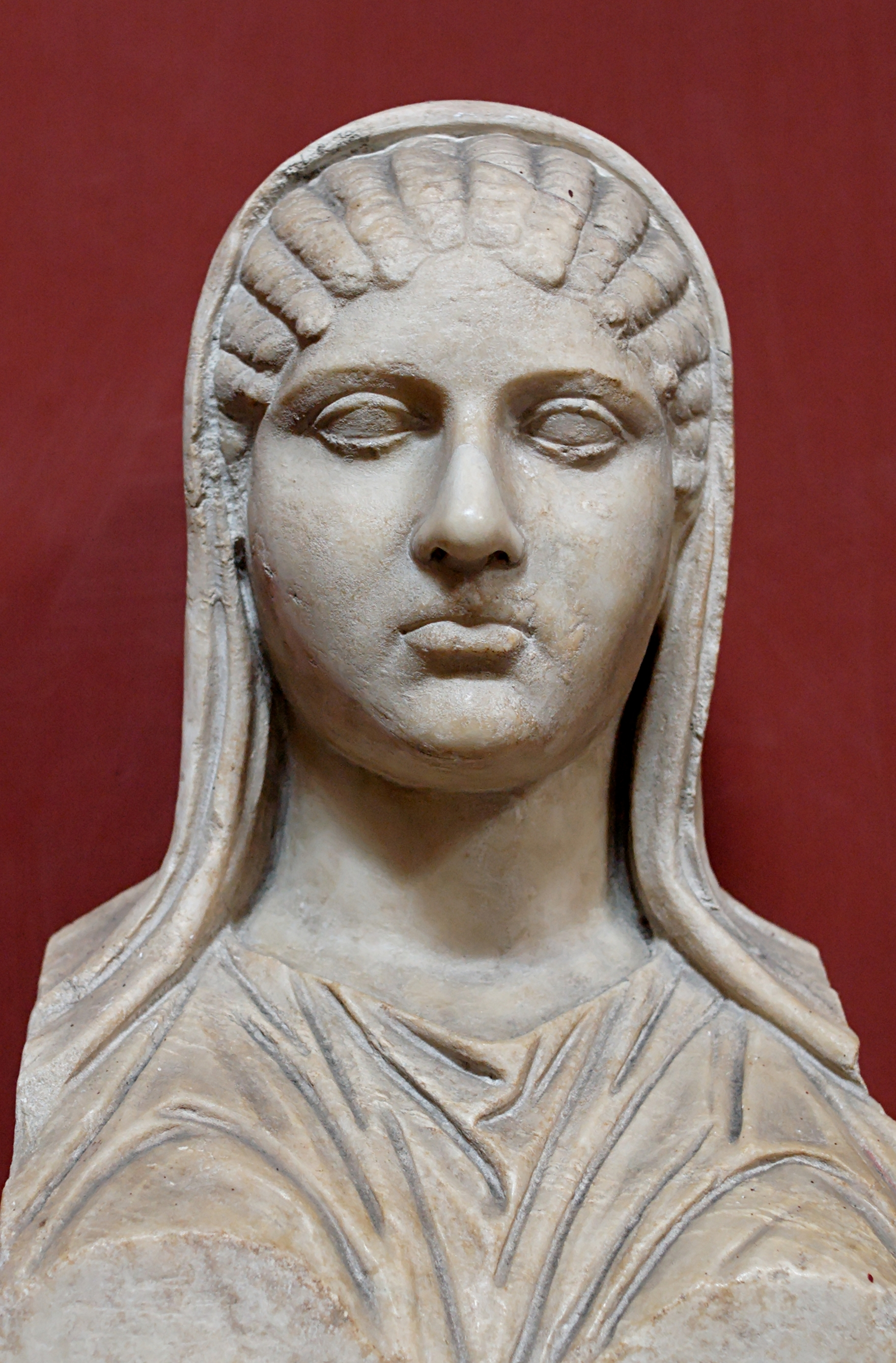
Bust de l'hetaira Aspàsia de Milet, (470 aC - 400 aC), amant de Pèricles. Museu Pius-Clementí

En general, tenien una bona educació i eren capaces de prendre part en les converses entre la gent culta, per exemple, en els banquets. A diferència de les dones gregues, excepte les espartanes, les hetaires eren independents i podien administrar els seus béns. Les hetaires rebien donacions de «companys» (hetairoi) o «amics» (philoi), que asseguraven el seu manteniment a canvi dels seus favors.
Coneixem els noms d'algunes d'aquestes hetaires: 
- Aspàsia de Milet, amant de Pèricles, va ser l'hetaira més famosa del segle v aC. Va atraure a casa seva a Sòfocles, Fídies i fins i tot a Sòcrates i als seus deixebles. Segons Plutarc,[35] «domina als polítics més eminents i inspira als filòsofs un interès gens menyspreable».[36]
- Teòdota, amant d'Alcibíades i Cebes de Tebes, amb qui Sòcrates dialoga en els Records de Sòcrates (III, 11, 4).
- Neaira, subjecte d'un famós discurs de Pseudo-Demòstenes.
- Frine, model de l'Afrodita de Cnidos, obra mestra del seu amant Praxíteles. També va ser l'amant de l'orador Hipèrides, que la va defensar als tribunals acusada d'impietat (asebeia).
- Leòncia, filòsofa i amant d'Epicur.
- Lais de Corint, amant regular de Miró, i que Aristip de Cirene li va dedicar una gran passió ruïnosa.
- Pitionice, amant d'Hàrpal, tresorer d'Alexandre el Gran.
- Thais, amant d'Alexandre el Gran i de Ptolemeu I Sòter.

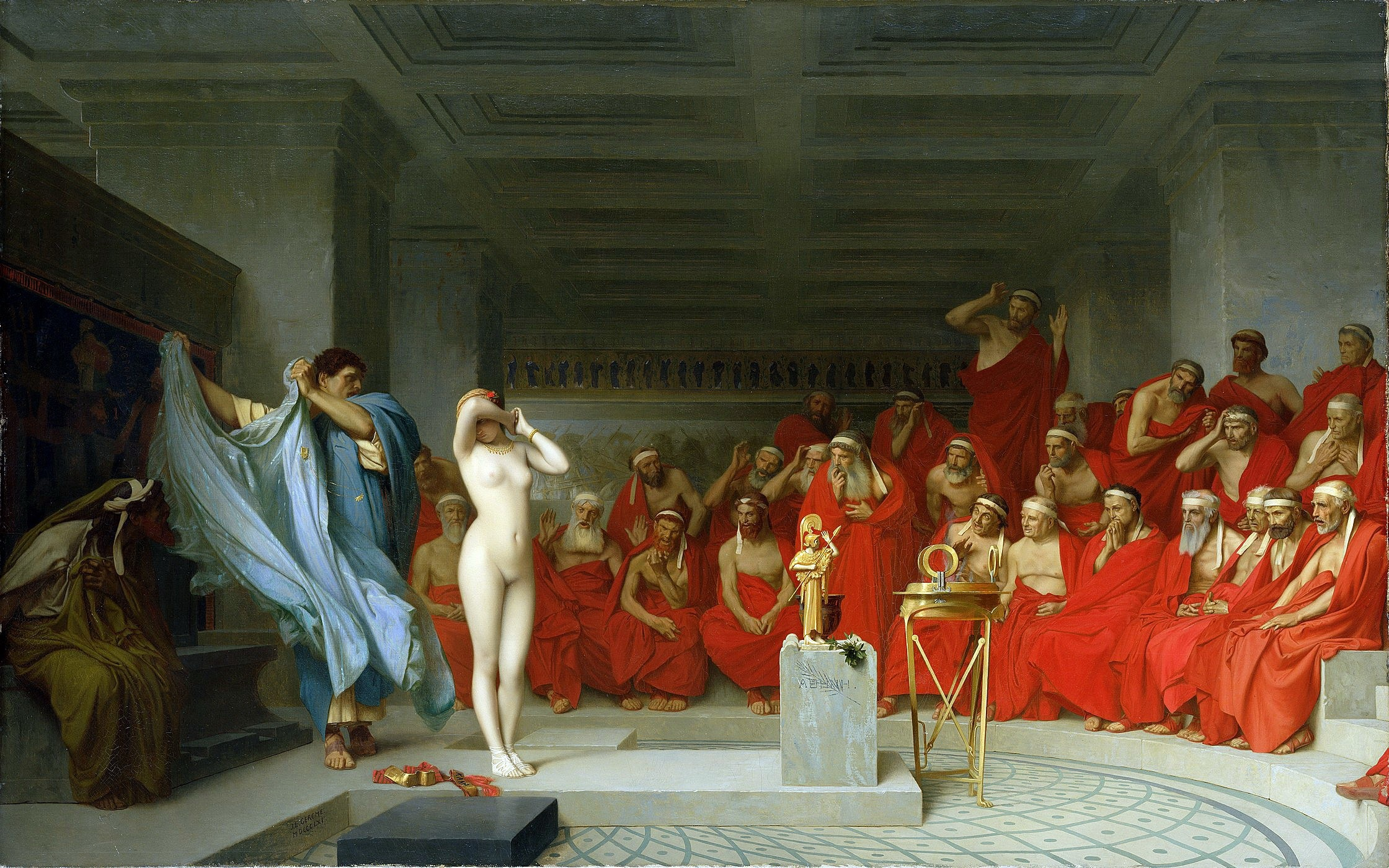
La pintura de Jean-Léon Gérôme, Frine davant l'Areòpag, representa el judici de l'hetaira Frine. Segons la llegenda, la visió del seu cos nu va convèncer els membres del jurat per absoldre-la<

Algunes d'aquestes hetaires van ser molt riques. Xenofont descriu a Teòdota envoltada d'esclaus, ricament vestida i allotjada en una casa de gran encant. Algunes es caracteritzen pel malbaratament, com l'hetaira egípcia Rodopis, alliberada pel germà de la poetessa Safo, que es va distingir per voler construir una piràmide al seu càrrec. Heròdot no creu en aquesta anècdota, sinó que descriu una inscripció molt costosa que ella va finançar en Delfos.
Les tarifes de les hetaires varien àmpliament, però eren molt més altes que les de les prostitutes comunes; en la nova comèdia, varien de 20 a 60 mines (2.000 - 6.000 dracmes) per a un nombre de dies indeterminats. Menandre d'Atenes esmenta que una heitara guanyava tres mines (300 dracmes) per dia o més, precisant dient que el mateix que deu pornai juntes. Si hem em de creure a Aule Gel·li, les hetaires de l'època clàssica podien guanyar fins a 100 mines (10.000) dracmes per una nit.
De vegades és difícil distingir les hetaires de les prostitutes simples; en tots dos casos la dona podia ser lliure o esclava, independent o protegida per un proxeneta. Els autors utilitzen els dos termes de forma indiferenciada. Alguns experts han posat en dubte la realitat de la distinció entre hetairai i pornai, fins i tot ens preguntem si la paraula hetaira no era més que un simple eufemisme.

#### La prostitució sagrada
L'antiga Grècia no va experimentar el fenomen de la prostitució sagrada, practicada de forma àmplia en l'antic Pròxim Orient. Els únics casos coneguts estaven en la perifèria del món grec (Sicília, Xipre, regne del Pont i Capadòcia).
En la mateixa Grècia, Corint és una excepció. En temps dels romans, Estrabó dona testimoni que l'Acrocorint acullia més d'un miler d'esclaves del temple (ἱεροσοὐλος / hierodoulos), prostitutes (ἑταίρας / hetairas) que els ciutadans veien com una mena de sacerdotesses, i la recaptació s'ingressava en les arques del temple. A partir d'aquí va aparèixer el proverbi «Tothom no pot anar a Corint», que posa l'accent tant al caràcter agradable d'aquest viatge com el seu cost. Ateneu esmenta el relat de Camaleó d'Heraclea, del seu llibre sobre Píndar, d'un costum de Corint, en virtut del qual «en circumstàncies excepcionals, els ciutadans venen a resar a Afrodita i conviden a un gran nombre de prostitutes per a unir-se en aquestes oracions». Ateneu continua dient: «quan els ciutadans comuns resen a la deessa perquè els concedeixi els seus desitjos, s'afanyen a afegir que si el seu desig es fa realitat, li entregaran com a testimoni de la seva gratitud, prostitutes».
Ja en el 464 aC, Xenofont de Corint, guanyador de la carrera a peu i del pentatló en els Jocs Olímpics, va dedicar a Afrodita un centenar de noies joves al temple de la deessa en agraïment. Conservem aquest fet gràcies a Píndar, que va fer un cant festiu celebrant les «noies molt acollidores, servents de Peito (la persuasió) en la sumptuosa Corint».
La realitat de la prostitució sagrada en Corint ha estat molt discutida. Estrabó no va donar testimoni per experiència personal, però hauria inventat la cosa basant-se en el seu coneixement de la prostitució sagrada de l'Orient Mitjà. També s'ha suggerir que no hi ha cap estructura desenterrada en Acrocorint que permetés albergar una població tan gran, i que el terme «hierodule» es podia haver utilitzar sense connexió amb la prostitució. Per contra, s'ha objectat que aquesta posició no té en compte el testimoni de Píndar, i que la descripció d'Estrabó no corresponia ni a la història d'Heròdot sobre de la prostitució sagrada en Babilònia, ni a la del mateix en Estrabó sobre el mateix fenomen en Armènia i Egipte.

### El cas d'Esparta
Entre totes les ciutats gregues, Esparta va ser famosa per no albergar cap porne. Plutarc explica que la manca de metalls preciosos i la seva moneda genuïna (Esparta utilitzava una moneda de ferro que no era reconeguda en cap altre lloc) feien que cap proxeneta trobés interès per assentar-se. De fet, no trobem cap traça de la prostitució comuna en Esparta en el període arcaic o clàssic. L'únic testimoni inquietant és la d'un gerro del segle vi aC que mostren dones tocant l'aulos en un banquet d'homes. No obstant això, sembla que no és una descripció de la realitat espartana de l'època, sinó un simple tema iconogràfic. La presència d'un dimoni amb ales, les fruites, la vegetació i un altar també suggereix que això podria ser un banquet ritual en honor d'una deïtat vinculada a la fertilitat, com Àrtemis Orthia o Apol·lo Jacint.
Però se sap que Esparta va conèixer hetaires durant el període clàssic. Ateneu de Naucratis evoca les hetaires amb les que Alcibíades tenia relacions durant el seu exili a Esparta (415 - 414 aC). Xenofont va narrar en la conspiració de Cinadó (principis del segle iv aC) que el principal interessat és distanciat de la ciutat amb el pretext d'evitar a «una dona passava per allí i que era una dona molt bonica, però acusada de corrompre als espartans, vells i joves, que va arribar d'Aulon». Aquesta dona probablement era una hetaira.
Durant el segle iii aC, va començar a circular grans quantitats de moneda estrangera per Lacònia i Esparta va entrar totalment en l'estàndard de les ciutats gregues. En el període hel·lenístic, Polemó d'Ilió descriu en les seves Ofrenes a Lacedemonia un retrat de la famosa hetaira Cottina i una vaca de bronze dedicada a ella. Va afegir que encara es mostra en el seu temps, com una curiositat, el bordell que ella tenia prop del temple de Dionís.

### La situació de les prostitutes

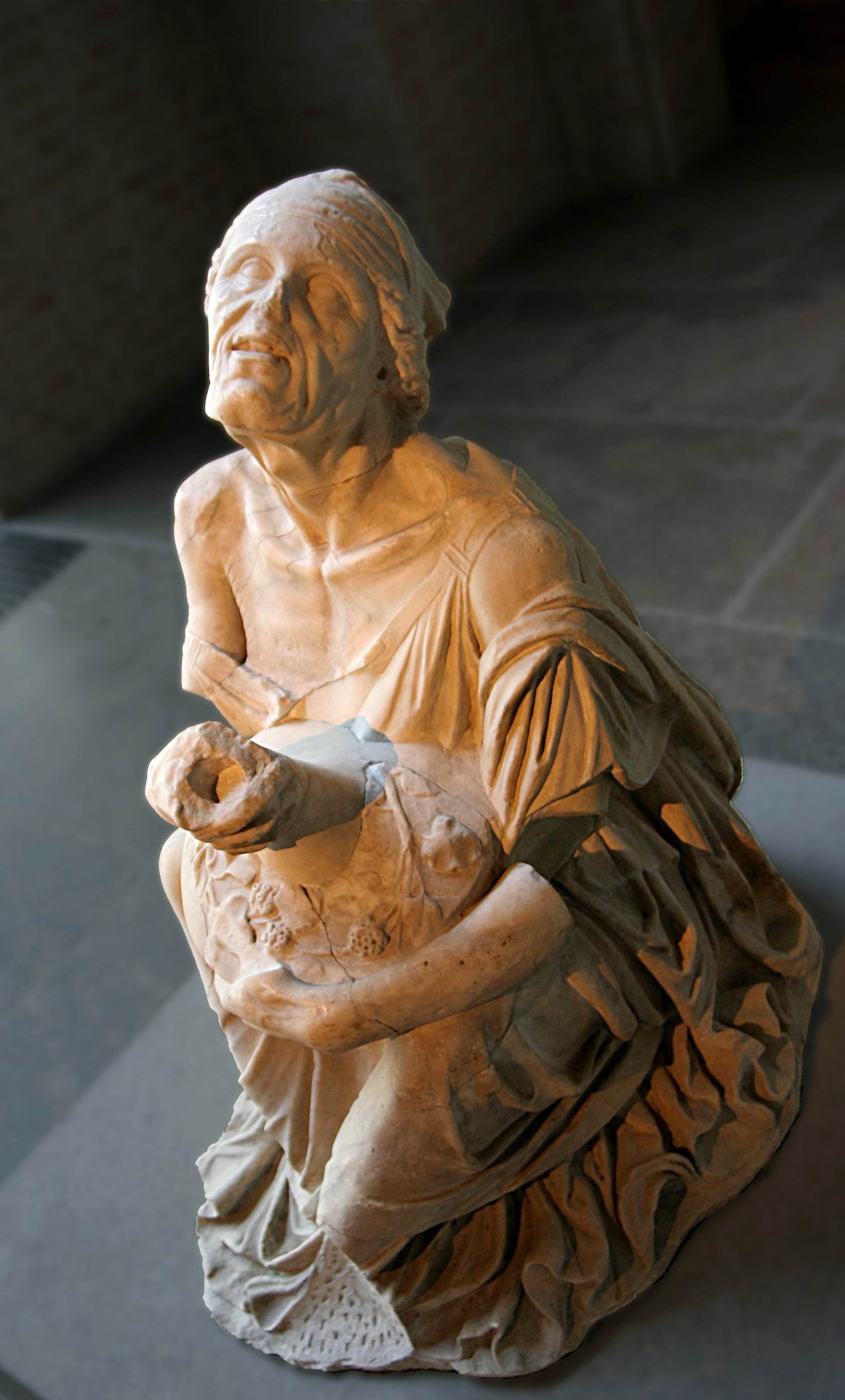
Una vella prostituta sacsejant contra ella un lagynos (una gerra de vi),. Gliptoteca de Múnic

La condició de les prostitutes és difícil d'avaluar perquè estaven marginades en la societat grega. No sabem de cap testimoni directe sobre les seves vides o descripció dels prostíbuls en els quals treballaven. És probable, però, que els prostíbuls de Grècia eren similars als de Roma, descrits per escriptors o conservats en Pompeia: llocs foscs, pudents i estrets. Un dels molts termes de l'argot grec per a dir prostituta és χαμαιτυπής / khamaítypos (literalment «colpejar la terra»), indicant que el servei es feia directament sobre el sòl.
Alguns autors descriuen a prostitutes parlant d'elles mateixes, com Llucià de Samòsata en Converses de meuques, o Alcifró en la seva col·lecció de cartes, però són obres de ficció. Les prostitutes esmentades són independents o hetaires; les fonts no s'estenen al cas de les esclaves, excepte per a considerar-les com a béns productius. Les escasses fonts escrites mostren clarament el que els homes grecs pensaven de les prostitutes: havent de tot, se les retreu el seu caràcter mercantil. Per a un grec, una persona que es prostitueix, home o dona, ho fa per pobresa o per ànim de lucre; el desig sexual no sembla un factor considerat. La cobdícia de les prostitutes és un tema de broma habitual en la comèdia. Cal dir que en Atenes, són les úniques dones que gestionen els diners, fet que probablement excita el ressentiment masculí. Una altra explicació és que la carrera d'una prostituta independent és curta i incerta, els seus ingressos disminueixen amb el pas dels anys. Per a poder viure en la vellesa, han d'estalviar tants diners com sigui possible mentre que encara tinguin temps.

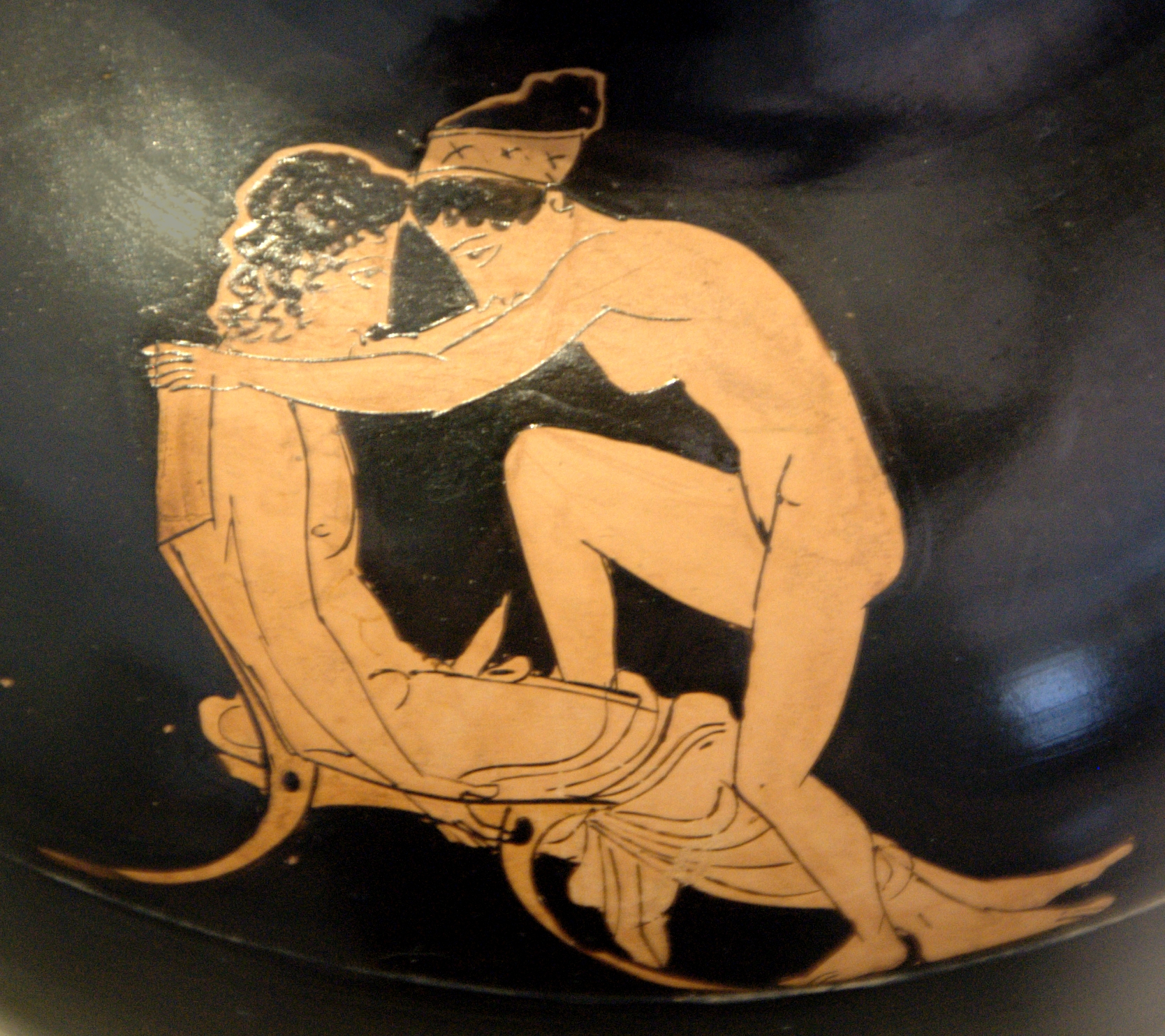
Escena eròtica entre un jove i una hetaira. Detall d'una enòcoa àtica de figures vermelles, aprox. 430 aC. Altes Museum de Berlín

Els tractats de medicina proporcionen informació, però molt parcial i incompleta, sobre la seva vida diària. Les prostitutes esclaves, per a continuar generant ingressos, havien d'evitar tant com fos possible quedar embarassades. Els mètodes anticonceptius utilitzats pels grecs són poc coneguts. En un tractat atribuït a Hipòcrates, l'autor descriu amb precisió el cas d'una ballarina «que solia anar amb homes»; li recomana que saltés amb els talons pegats a les natges per a fer caure l'esperma i, per tant, evitar quedar embarassada. En poques paraules, sembla que les prostitutes de Corint demanaven als seus clients a practicar la sodomia per a evitar l'embaràs. També sembla probable que les pornai van recórrer a l'avortament o a l'infanticidi per exposició. En el cas de les prostitutes independents, la situació és menys clara; una nena podia ser educada per a exercir la prostitució, per a succeir a la seva mare i així mantenir-la una vegada que ella fos vella.

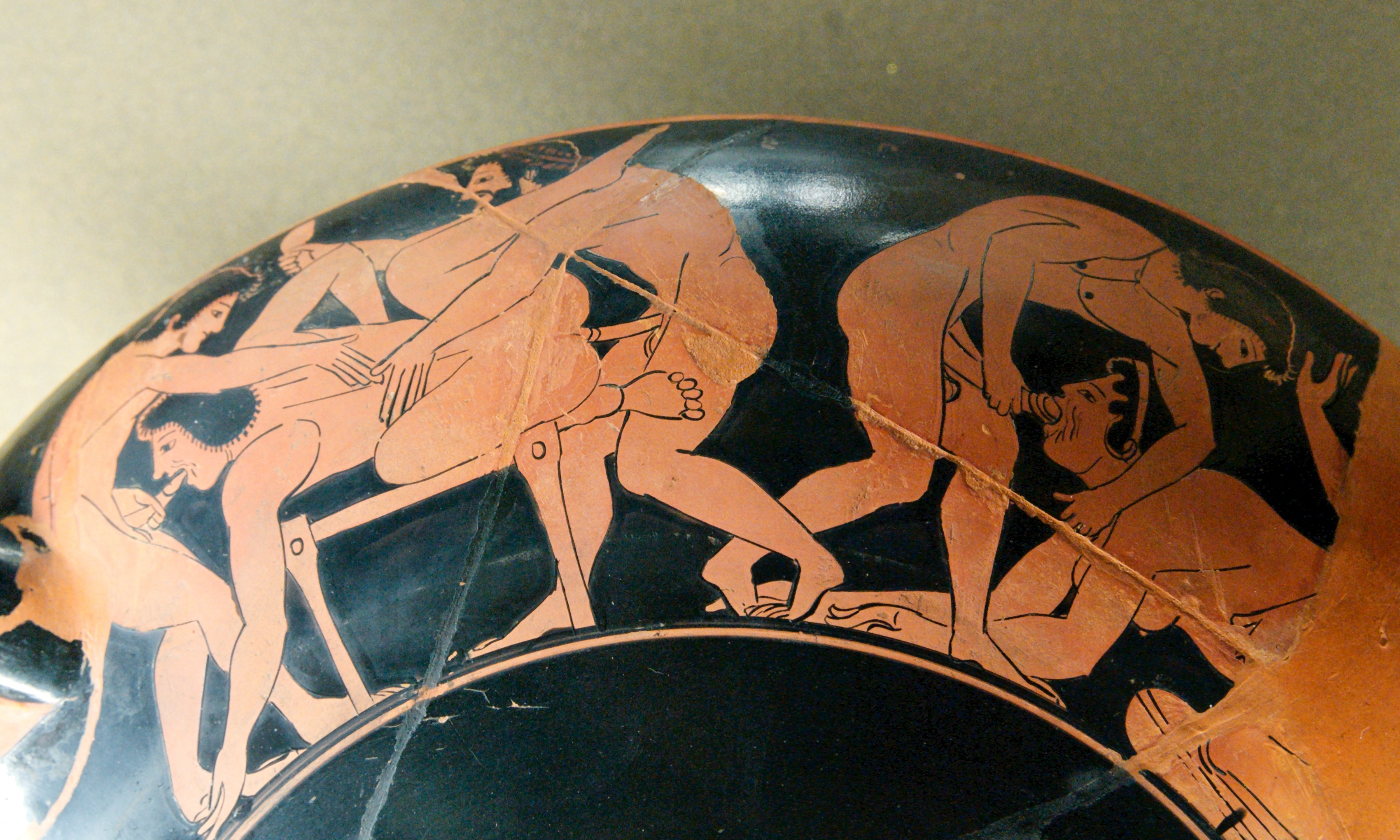
Escena eròtica. Vora d'un cílix àtic de figures vermelles, aprox. 510 aC. Museu del Louvre

Les ceràmiques també proporcionen un relat de la vida quotidiana de les prostitutes. La seva representació, molt freqüent, es poden agrupar en quatre tipus d'escenes que es poden barrejar: de tocador, de relacions sexuals, de banquets, i d'abús. En les escenes de tocador, és comú que la prostituta tingui un cos poc gràcil, les mamelles caigudes, sigui obesa, etc. Fins i tot, un cílix mostra a una prostituta orinant en un orinal. En les representacions d'actes sexuals, la presència de prostitutes sovint es reconeix per la presència d'un pagament, que recorda a la naturalesa mercantil de la relació. La posició representada amb més freqüència és la del gosset o de sodomia; les dues posicions són de vegades difícils de distingir. Sovint es doblega a la dona amb els palmells de les mans a terra. La sodomia es considerava degradant per a un adult, i sembla que la postura del gosset (a diferència de la posició del missioner) es considerava poc gratificant per a la dona. Finalment, una sèrie d'atuells representen escenes on les prostitutes són amenaçades amb un bastó o amb una sandàlia, i obligades a acceptar relacions sexuals degradants segons els grecs: la fel·lació, la sodomia, o totes dues alhora.
Finalment, si les hetaires eren sens dubte les dones més lliures de Grècia, és probable que hagin volgut fer-se respectables mitjançant la recerca d'un marit o un company estable: Neaira, que la seva carrera es va descriure en un discurs judicial, se les arreglava per a criar tres fills abans de ser atrapada de nou pel seu passat d'hetaira. De la mateixa manera, Aspàsia és escollida com a concubina o esposa, segons les fonts, per Pèricles.

Ateneu de Nàucratis assenyala que 
| «                                                          | les putes que es converteixen en dones honorables són generalment més fiables que les senyores que es glorifiquen de la seva respectabilitat. | » |
| — Ateneu de Nàucratis. El banquet dels erudits (XIII, 38). | |   |

 i cita diversos grans homes grecs, fills d'un ciutadà i d'una hetaira, com l'estrateg Timoteu d'Anaflistos, fill de Conó. No obstant això, no coneixem cap exemple de ciutadana que es convertís voluntàriament en hetaira.

### Les prostitutes en la literatura

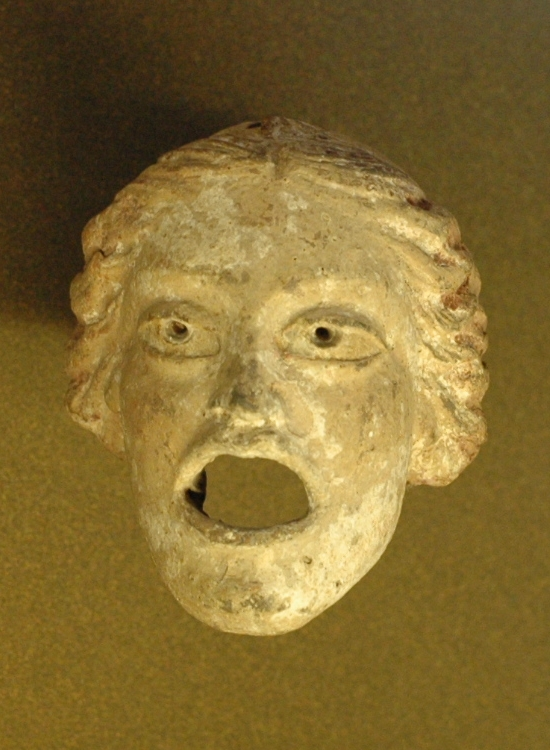
Màscara de prostituta de la comèdia grega, num. 39 de la llista de Juli Pòl·lux, o. Museu del Louvre

En l'època de la nova comèdia, les prostitutes, com els esclaus, es van convertir en les veritables protagonistes de les comèdies. Es poden veure diverses raons; mentre que la comèdia antiga s'interessava en subjectes polítics, la nova comèdia es va interessar en subjectes privats i en la vida quotidiana dels atenesos. A més, les convencions socials prohibien que una dona decent es mostrés fora de la llar; com que l'escenari teatral mostrava l'exterior, llavors les dones que es mostraven normalment eren lògicament les prostitutes. Per tant, les intrigues de la nova comèdia depenen en gran manera de les prostitutes.
| «                               | Tant si és un esclau astut, un pare dur, una intermediària deshonesta o una hetaira afectuosa, Menandre viurà | » |
| — Ovidi, Amores (I, 15, 17-18). | |   |

L'hetaira podia ser la jove que es va enamorar per primera vegada d'un jove (en aquest cas, lliure i virtuosa), i que va ser reduïda a la prostitució després d'haver estat abandonada o segrestada pels pirates («Els sicionencs», de Menandre). Reconeguda pels seus veritables pares a través dels objectes que havien al seu bressol, la jove era alliberada i es podia casar. També podia ser un personatge secundari molt comú; les relacions amb l'amic de la joventut constitueixen la segona intriga amorosa de l'obra. Menandre també va crear, en contra de la imatge tradicional de la prostituta cobdiciosa, un personatge d'una hetaira amb un gran cor en «L'arbitratge», que li va permetre el desenvolupament feliç de l'obra.
Per contra, en els mons utòpics dels grecs, sovint no hi ha lloc per a les prostitutes. En l'obra Les assembleistes (V. 716-719), d'Aristòfanes, l'heroïna Praxàgora les prohibia en la seva ciutat ideal: «les putes, totes com són, tinc la intenció de posar fi al seu negoci (...) per a reservar a les dames el vigor masculí dels nostres joves.» Les prostitutes són, evidentment, considerades com una competència deslleial.
En un gènere diferent, Plató proscriu les prostitutes corínties juntament amb les pastisseries d'Àtica, totes dues acusades d'introduir el luxe i el desordre en la ciutat ideal. El cínic Crates, en el període hel·lenístic descriu també una ciutat, semblant a la de Plató, amb una comunitat de dones i nens, i on la prostitució també estava prohibida.

## La prostitució masculina
Grècia també tenia una abundància de πόρνοι / pórnoi (prostituts). Alguns d'ells atenien a una clientela femenina; l'existència de gigolós és atestat en el període clàssic amb dues cites d'Aristòfanes. Així, en Plutus (v. 960-1095), l'autor representa a una dona gran i al seu jove amant, forçat per la pobresa a estimar-la a canvi de diners en efectiu, blat o roba.
Els homes prostituts, eunucs molt apreciats com l'expressió d'un luxe refinat, mostren que la societat grega es va donar al plaer per sobre dels sentiments.
En Sició (Peloponès), els homes es prostituïen amb alegria en el nom del déu Dionís.

### La prostitució i la pederàstia
A diferència de la prostitució femenina, que mobilitzava a les dones de totes les edats, la prostitució masculina estava pràcticament limitada als adolescents. La connexió entre l'adult i el jove estava fora del mercat sexual, però no de la παιδεία / paideia (educació). Els nois joves eren sacrificats com a eunucs de manera generalitzada, privant-los dels seus genitals. Solon, el famós legislador atenès, va regula la moral de la joventut i es va oposar a la prostitució de nois joves, però no va prohibir la venda d'esclaus joves per al llibertinatge.
En Amores (25-26), pseudo-Llucià estableix específicament:
| «                                | No obstant això, una dona, des de la seva pubertat virginal fins a la adultesa, i abans que les seves últimes arrugues de la vellesa hagin solcat els seus atractius, és un objecte digne d'abraçades i d'afecte dels homes, i quan passa l'època de la bellesa, l'experiència encara pot parlar més eloqüentment que els nens. Però qui es dirigeix a un noi jove de vint anys, em sembla un corredor de plaers infames, que persegueix a una Venus ambigua. Els membres un tant bonics, entrenats com els d'un home, són robusts i nerviosos. La delicada barbeta que tenia, es converteix en grollera per la barba que es retalla i en les seves cuixes arrodonides s'han eriçat els péls. | » |
| — Pseudo-Llucià, Amores (25-26). | |   |

El període durant el qual es consideraven indesitjables els adolescents s'estén al voltant de la pubertat fins a l'arribada de la barba; el pèl dels nens era un motiu de disgust per als grecs. Per tant, ells coneixen el cas de l'error de mantenir com amant a un nen adult, encara que estigui afaitat.

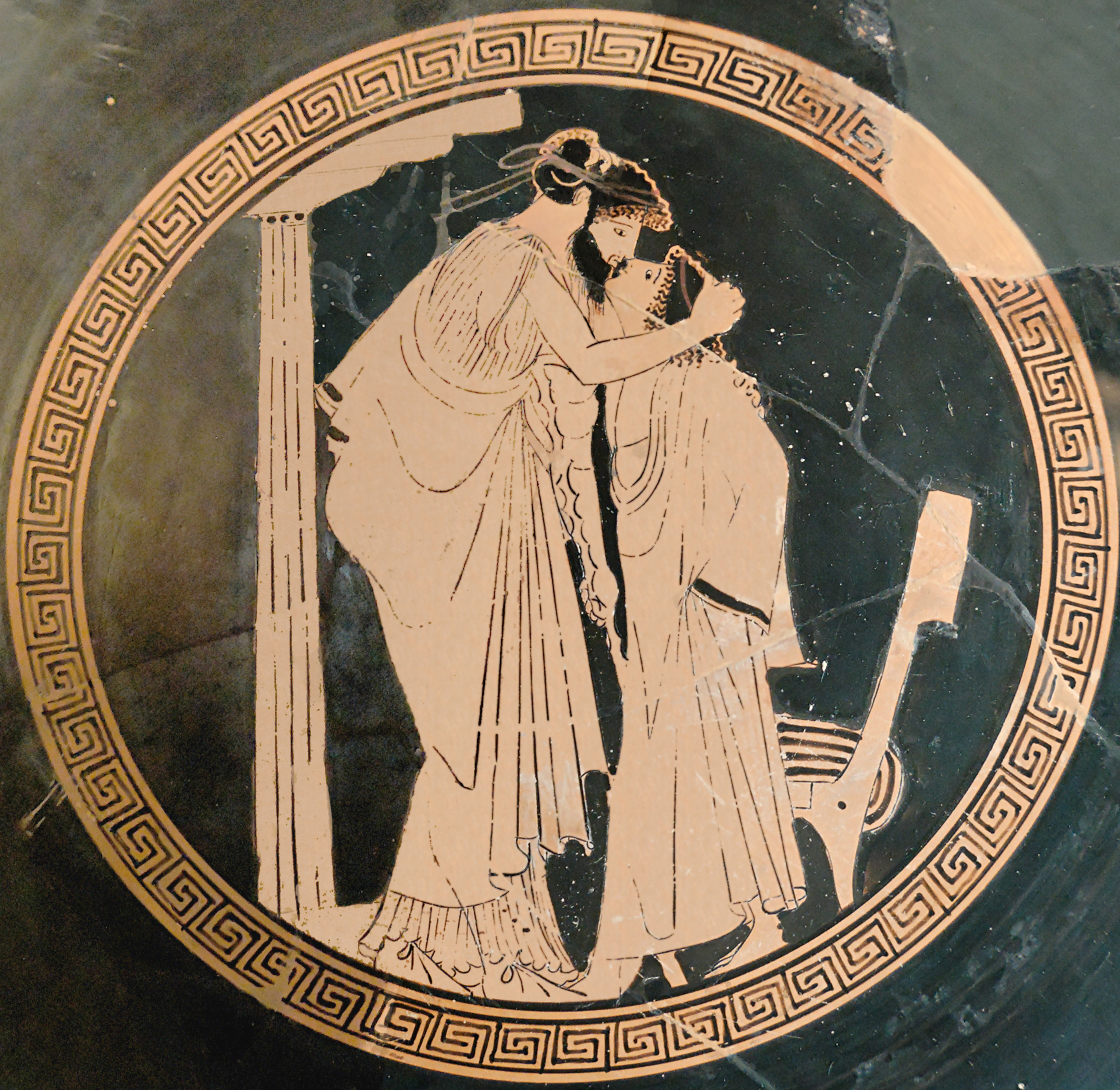
Cílix àtic del que representa un amant (ἐραστής) besant el seu amat (ἐρώμενος). Les representacions d'escenes pederàstiques són abundants en l'art grec

Igual que la prostitució femenina, la prostitució masculina no era objecte d'escàndol en la societat grega. Existien bordells de nois esclaus a la intempèrie, no només als «barris calents» com El Pireu, Ceràmic o Licabet, sinó en tota la ciutat. En un dels seus discursos, Contra Timarc, l'orador Èsquines d'Atenes es pot permetre el luxe de descriure al tribunal un bordell masculí. El client d'un bordell no és reprovat ni per la llei ni per l'opinió pública.
Un d'aquests joves prostituts més famós és probablement Fedó d'Elis; esclavitzat quan va ser conquerida la seva ciutat, va treballar en un bordell fins que va ser observat per Sòcrates, fet que va fer que els seus seguidors l'alliberessin. El jove es va convertir en un deixeble del filòsof i va donar nom a Fedó, un diàleg de Plató que narra de la mort de Sòcrates.
Les ciutats també van aplicar un impost als prostituts.

### La prostitució i la ciutadania
L'existència d'una prostitució masculina a gran escala mostra que els gustos pederàstics no es limitaven a una classe social privilegiada. Si els ciutadans menys acomodats no tenien ni temps ni recursos per a practicar els rituals aristocràtics (observació al gimnàs, festeig, regals...), tothom tenia l'oportunitat de satisfer les seves inclinacions mitjançant l'ús de la prostitució; i més encara que les dones i els nens estaven protegits per la llei contra qualsevol dany físic, i no sabem d'exemples de la relació sexual entre un amo i el seu esclau abans d'un esment de Xenofont.
Una altra raó per a l'ús dels prostituts era l'existència de tabús sexuals, i el fet que practicar una fel·lació era per als grecs un acte degradant. Així, en una relació homosexual, l'erastes (amant) no demanava aquest favor al seu eromene (estimat), un futur ciutadà i, per tant, havia de recórrer a un prostitut. Per tant, tot i que era legal, la pràctica de la prostitució masculina era socialment vergonyosa; normalment era recurs d'esclaus o, en general, de no-ciutadans.

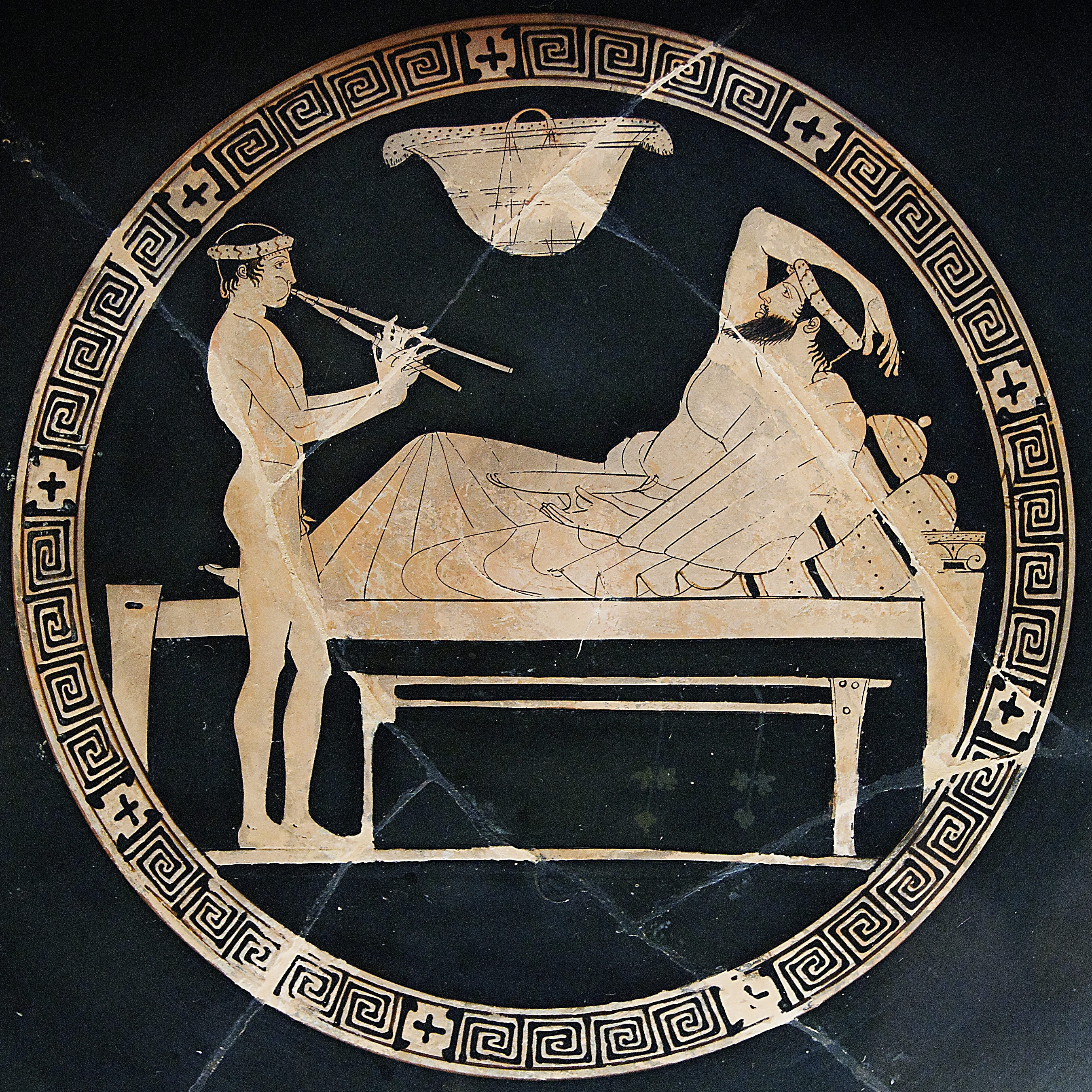
Un jove nu toca l'aulos per a un comensal d'un banquet. Tondo d'una copa àtica de figures vermelles. Eveó, 460 aC - 450 aC

En Atenes, per a un ciutadà, tenia importants conseqüències polítiques, com l'atímia (del grec antic: ἀτιμία / atimia), la pèrdua total o parcial dels drets cívics públics. Això s'explica en Contra Timarc: Esquines és atacat per Timarc. Per a defensar-se, Esquines acusa al seu acusador d'haver sigut un prostitut durant la seva joventut. Per tant, Timarc es veu privat dels seus drets polítics, inclòs el de denunciar a algú.

Com a corol·lari, prostituir a un adolescent o oferir a un adolescent uns diners a canvi de favors sexuals està estrictament prohibit, ja que pot privar als joves dels seus futurs drets cívics. El raonament grec és explicat per Esquines (§ 29), que cita un article de la llei de la δοκιμασία / dokimasia (docimàsia):
| « | Un ciutadà que ha sigut πεπορνευμένος / peporneuménos (prostitut) o ἡταιρηκώς / hêtairêkốs (noi de companyia o jove mantingut) es veurà privat d'expressió pública, ja que el que ha venut el seu propi cos perquè altres l'usin al seu gust (en grec antic: ἐφ’ ὕϐρει / eph’ hýbris, hibris) no dubtaria en vendre els interessos de tota la comunitat. | » |

Les acusacions de Timeu Tauromenion contra Agàtocles de Siracusa reprenen exactament el mateix tema: «Un prostitut és per definició algú que abdica la seva pròpia dignitat per a satisfer els desitjos dels altres; un vulgar prostitut (κοινὸν πόρνον / koinòn pórnon) a la disposició dels més promiscus, un gaig,  un aligot, que presenta el seu cul a qui vol.»

### Les tarifes

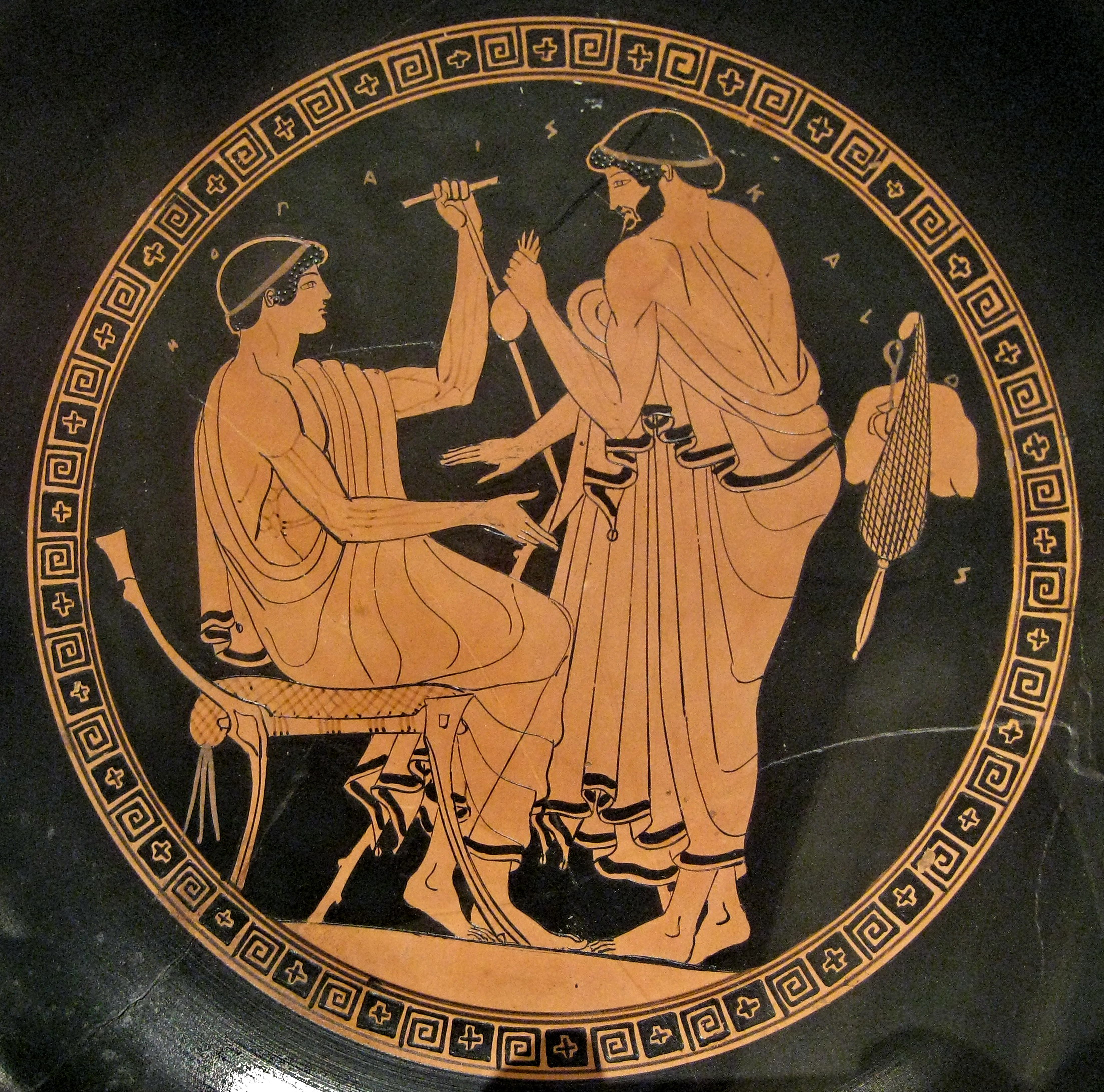
Un home sol·licitar sexe a un noi a canvi d'una bossa amb monedes. En la inscripció diu ΗΟ ΠΑΙΣ ΚΑΛΟΣ (El noi és bell). Cílix atenès de figures vermelles del. Museu Metropolità d'Art, Nova York

Igual que amb les dones, les taxes dels prostituts varien àmpliament. Ateneu esmenta un nen oferint els seus favors per un denari. Estrató de Sardes, un poeta d'epigrames del segle ii, evoca una transacció de cinc dracmes. Una carta de pseudo-Esquines estima 3.000 dracmes la quantitat guanyada per un Mélanopous, probablement al llarg de la seva carrera.
Sembla que podem repetir aquí les categories de la prostitució femenina. Esquines, en Contra Timarc, distingeix el prostitut (peporneumenos) del jove mantingut (hêtairêkôs). Afegeix una mica més dient que si Timarc s'hagués contentat de quedar-se amb el seu primer protector, la seva conducta hauria estat menys censurable. Però no només Timarc va deixar aquest home, que no tenia els mitjans per a mantenir-lo, per un altre, sinó que va «col·leccionar protectors», la qual cosa demostra, segons Esquines, que no era un jove mantingut sinó un vulgar prostitut .